# Ron Stretton
Ronald Charles Stretton, detto Ron (Epsom, 13 febbraio 1930 – Toronto, 12 novembre 2012), è stato un pistard britannico.

## Palmarès
- Giochi olimpici

Helsinki 1952: bronzo nell'inseguimento a squadre.